# Clearview Acres, Wyoming
Clearview Acres är en ort (census-designated place) i Sweetwater County i södra delen av den amerikanska delstaten Wyoming, med 795 invånare vid 2010 års federala folkräkning. Orten är en av staden Rock Springs västra förorter och ligger omedelbart väster om stadens stadsgräns nära motorvägen Interstate 80.